# 祥順路
祥順路（台中生活圈特二號道路、太平特二號道路）是臺中市太平區與北屯區之重要道路，為台中生活圈道路系統之一。道路南起太平區東平路東平橋，北過東山路一、二段改為光西巷。全線分為兩段。
最初此路路名因行政區劃不同，分為台中市北屯區「祥順西路」與台中縣太平市「環太西路」，在縣市合併後於2012年10月全段整併為「祥順路」，但河岸對側道路因溪流組隔並無連接，仍名祥順東路與環太東路。

## 行經行政區域
由南北向北排列
- 太平區
- 北屯區

## 車道配置
中央分隔島及雙向四車道

## 本道路客運
- 統聯客運：75
- 台中客運：243

## 沿線設施
（由南向北）
一段（太平區／北屯區）
太平區
大里溪
環中東路
東平路
- 新光區段徵收
  - 臺中市水利局新光水資源回收中心
  - 祥順運動公園

新平路一、二段（往宜欣國小）
- 太平區聯合行政中心預定地（機11用地）

中山路二、三段（往太平中華國小、坪林森林公園）
北屯區
- 大里溪、廍子溪匯流處

太原路三段
二段（祥順東路一段 起點）
- 廍子區段徵收
  - 臺中市網球中心
  - 大坑情人橋

景賢路（祥順東路二段）
軍福九路（大坑清新橋）
軍福十三路（藍天白雲橋）
- 新都生態公園

松竹路一段
- 大坑經補庫停車場
- 中臺科技大學（祥順東路二段 終點）

東山路
- 大坑溪